# Abigail Kwarteng
Abigail Kwarteng (* 13. Januar 1997 in Bekwai) ist eine ghanaische Hochspringerin.

## Sportliche Laufbahn
Erste internationale Erfahrungen sammelte Abigail Kwarteng bei den Afrikameisterschaften 2016 in Durban, bei denen sie mit 1,76 m den vierten Platz belegte, wie auch zwei Jahre später bei den Afrikameisterschaften in Asaba mit 1,80 m. 2019 nahm sie erstmals an den Afrikaspielen in Rabat teil und erreichte dort mit einer Höhe von 1,75 m Rang acht.

## Persönliche Bestleistungen
- Hochsprung: 1,87 m, 5. Mai 2018 in Lubbock (ghanaischer Rekord)
  - Hochsprung (Halle): 1,82 m, 23. Februar 2019 in Fayetteville (ghanaischer Rekord)